# 国民革命军陆军新编第三十六师
陆军新编第三十六师，简称新36师，是中華民國大陆时期國民革命軍的一個骑兵师。它由马仲英于1932年创建。該師几乎完全由回族穆斯林組成，所有军官均為回族。

## 創建

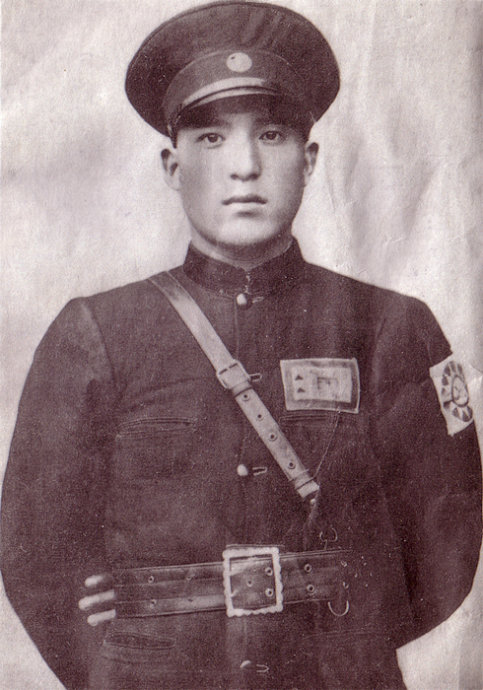
新三十六師首任師長馬仲英中將

马家军出身的回族军阀馬仲英因与马步芳等人不和，自立门户。从1928年三围河州开始，率军转战西北各地，与冯玉祥的国民军反复搏杀。 
1929年4月13日，马仲英率部攻陷宁夏省城，宁夏省主席门致中逃跑，引发巨大震动。他曾于1929年在南京的中央陸軍軍官學校接受训练。后来马仲英被吉鸿昌击败，逃到河西走廊，自称河西省主席。蒋介石给马仲英发去委任状，封他为新编陆军第36师中将师长。马虎山最初任副师长，后来升任新36师师长。
马仲英请前奥斯曼帝国军官卡邁勒·卡亞·埃芬迪當他的參謀长。新36师第一旅由馬如龍將軍指揮。第二旅由马生貴将军指挥。
每個骑兵团分配2,000名士兵。

## 裝備
新三十六师主要裝備包括大刀、李-恩菲爾德步槍、從蘇聯紅軍手中繳獲的莫辛-納甘步槍、DP輕機槍和M1927式76毫米步兵炮。
在蘇聯入侵新疆期間，回族士兵從蘇聯紅軍手中繳獲了許多標有1930年的莫辛-納甘步槍、使用彈盤可單兵攜帶的DP輕機槍和一些M1927式76毫米步兵炮並作為戰利品。

## 制服和徽章

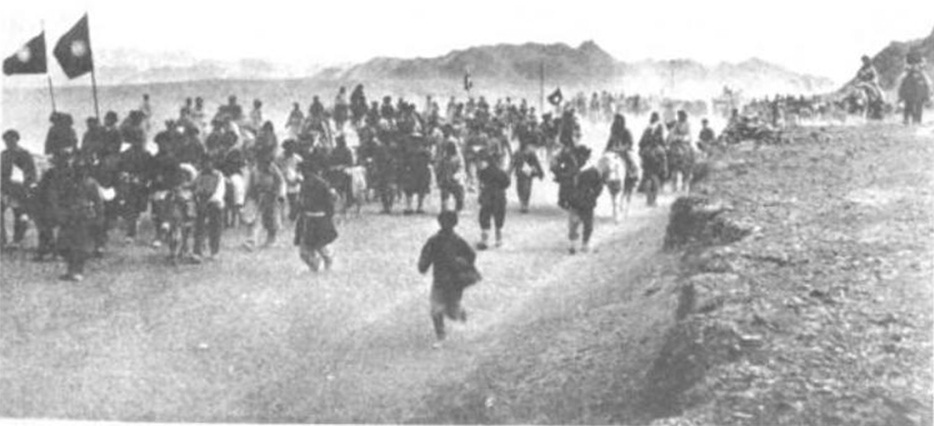
1934年第二次哈密暴動時新三十六師的突厥語民族士兵挥舞中國國民黨的青天白日旗進軍哈密

马占仓的部队穿着绿色制服。许多軍人都穿著帶有中國國民黨和中華民國國徽臂章的軍服，并使用青天白日旗。

## 训练

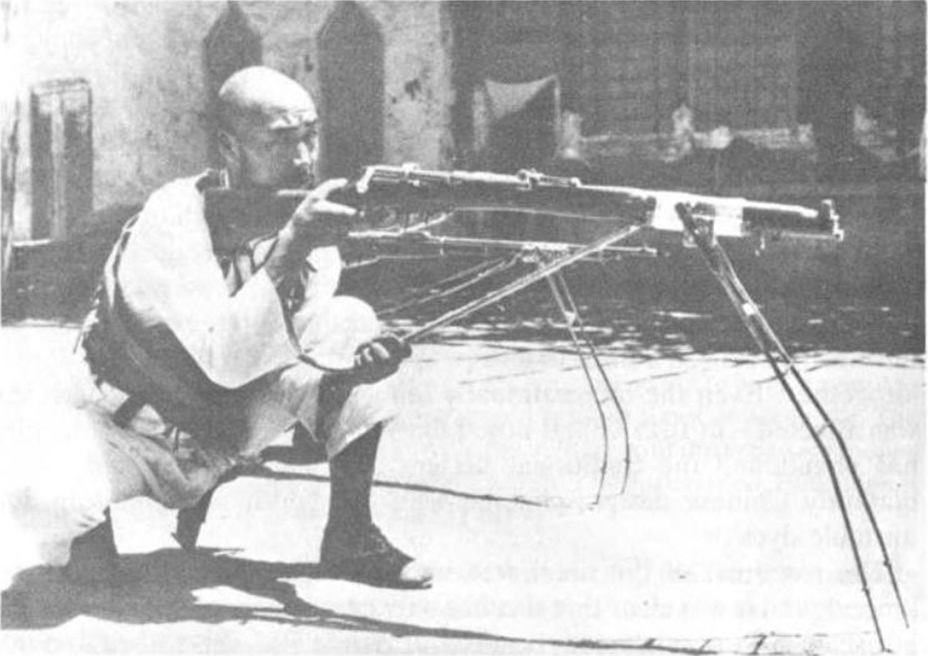
新36师的回族士兵在訓練使用李-恩菲爾德步槍

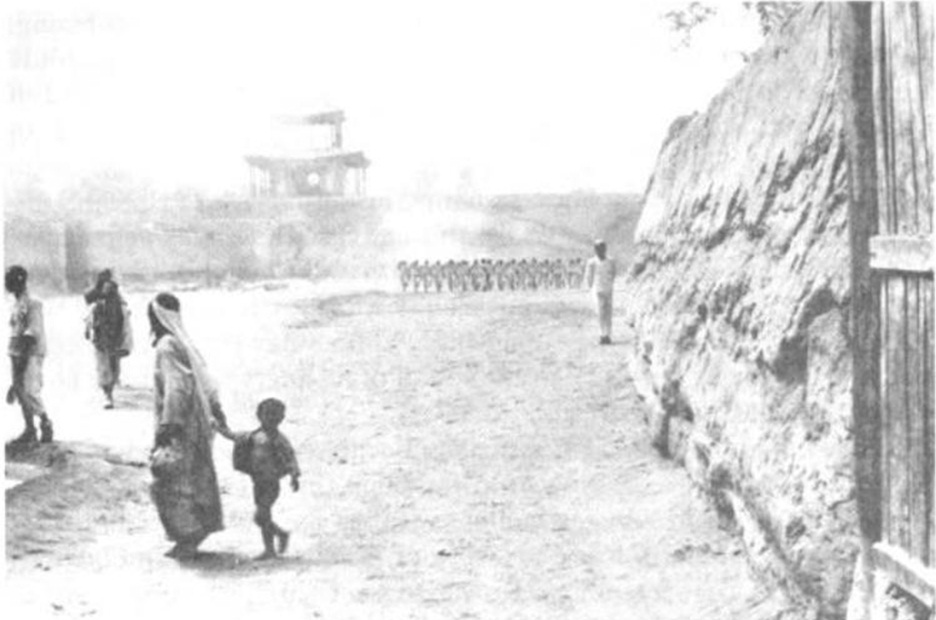
1937年，一名维吾尔族妇女带着孩子观看新36师部队在于阗進行演习

马仲英让他的士兵们在低于零下的温度下训练。马虎山讓他的士兵每天进行圍城演习和模擬骑兵突襲。彼得·弗莱明曾表揚新三十六師：“我从未见过中国军队能像他們那樣训练得如此刻苦。”
部队還曾演唱過回族的行军歌曲。马仲英本人有個簧风琴，曾用簧风琴花了数小时演奏穆斯林赞詞。马仲英還擁有一把毛瑟C96手槍。马仲英將成吉思汗、拿破仑、奥托·冯·俾斯麦、兴登堡和左宗棠列為自己的榜样。

## 参与新疆军阀混战

### 哈密暴動
哈密回王府派遣和加尼牙孜等人向國民政府求援，恰好碰到馬仲英，隨即馬仲英率軍進入新疆，在首次被盛世才擊退後，第二次成功戰勝新疆部隊，進逼迪化。

### 阿克苏战役
因馬家軍的統治暴虐，维吾尔人在阿克蘇起义， 並将回族军队驱逐出阿克苏。

### 赛克孜塔什战役
当时在马占仓率领下的回族军队進攻赛克孜塔什，將维吾尔族和柯尔克孜族所組成的部隊擊潰。大约200名维吾尔人和柯尔克孜人被杀。

### 第一次喀什戰役
由布格拉兄弟（阿不都拉·布格拉和努尔·阿合买提江·布格拉）和陶菲格·貝伊领导的维吾尔族和柯尔克孜族軍隊试图从马占仓将军率领下回族军队手中夺取喀什，但他们被击败了。

### 迪化战役
新編第三十六師两次（第一次迪化战役和第二次迪化战役）试图占领迪化市，第二次迪化战役中張培元率领的一支汉族军队加入新三十六師。

### 蘇聯入侵新疆
盛世才的部队原為东北抗日义勇军，被张培元的伊寧守军和马仲英的部隊联手重创。
盛世才與蘇聯結盟後，為了协助盛世才控制新疆，蘇軍越过边界，进攻张培元和马仲英。苏联与白俄武裝的联合军队被称作“阿尔泰志愿军”。苏联士兵混入白俄军队，并且摘掉军装上的苏军标记以伪装「归化军」。这两个团分别命名为"阿尔泰斯基"和"塔尔巴哈台斯基"。
张培元部在早期取得了短暂性胜利，但随后在塔城被击溃。张培元回到伊宁，试图从木扎尔特山口逃到阿克蘇，但因暴風雪而失敗，他因此自杀以避免被俘。尽管苏俄军队在人力、技术上都强过新36师，但仍被拖了几周并造成严重的人员伤亡。新36师设法阻止了苏俄军队为盛世才提供军事装备。马世明领导的回族部队设法延緩了人数占优并装备了机关枪、坦克和飞机苏俄军队达30天。
而马虎山也作为新36师副师长因击败了苏联入侵而闻名。此时蒋介石准备派遣黄绍竑领导他组建的远征军援助马仲英与盛世才作战，但是当蒋介石听到苏联入侵的消息后，他决定取消原计划，避免他的部队遇到苏军，造成国际事件。

### 頭屯河戰役
1934年，由约7,000人组成的苏联国家政治保卫局的2个旅在坦克、飞机、大炮以及芥子毒气等武器的支援下進攻新三十六師。这场战斗在頭屯河持續了数周。最終马仲英命令部队全數撤退。這場戰役双方都有大量人员伤亡。

### 达坂城之战
马仲英在达坂城附近遇到了一支有数百名士兵的苏联装甲车纵队。新三十六師在与苏军进行肉搏战后几乎消灭了整个纵队，但當一支白俄部隊出現時，馬仲英隨即率軍撤退。

### 第二次喀什戰役
新三十六師將領马福元對在喀什的东突厥斯坦伊斯兰共和国叛军發功進攻，成功解救了被维吾尔人和柯爾克孜人圍困的马占仓。马占仓之前曾击退了维吾尔人的六次進攻，给维吾尔族部队造成大量人员伤亡。为了报复克孜尔大屠杀，有2000至8000名维吾尔族平民丧生，在喀什英国领事馆中的几名英国公民也被新三十六師無預警杀死。马仲英在艾提尕尔清真寺发表演讲，呼籲维吾尔人忠于南京國民政府。

### 叶尔羌战役
马占仓打败了阿富汗国王穆罕默德·查希尔沙派遣的维吾尔族和阿富汗志愿軍，并将他们全部消灭。阿不都拉·布格拉被斩首，他的頭顱在艾提尕尔清真寺中展出。

### 英吉沙战役
马占仓率领新三十六師。於英吉沙向維吾爾部队進攻，全殲叛軍部队，并杀死了努尔·阿合买提江·布格拉。

### 婼羌暴動
1935年在新疆省婼羌县（今新疆维吾尔自治区若羌县）爆发维吾尔族暴动，旨在反对回族军阀，但起義被马虎山率領新三十六师迅速平定。100多名维吾尔人被处决，暴动者的家人被扣作人质。

## 割据新疆南部
馬仲英在率軍消滅東突厥斯坦伊斯蘭共和國後，前往蘇聯，由马虎山管理新疆南部，西方旅行者此時将回族軍閥統治的南疆称为“東干斯坦”。新疆軍閥盛世才崛起後，马虎山曾派人前往南京，請求南京國民政府援助以对抗盛世才和苏联，但没有效果。 
回族軍隊开始在街道上张贴汉字的路牌和名称，而以前这些文字都是维吾尔语使用的察合台文。尽管马氏军阀和当地人一样都是逊尼派穆斯林，但他们在当地引入了较中国式的的生活方式。
1935年，若羌镇的维吾尔人發動起义對抗新36师，回族軍隊镇压了维吾尔族叛乱分子，处决了100人，并把维吾尔族起義首领的家人当作人质。且末县的骆驼曾被新36师征用。

## 结局
1937年5月，新36师代师长马虎山发动反盛世才军事行动，围攻喀什，攻占巴楚，前锋逼近阿克苏。盛世才请求苏军入援。1937年9月，苏军三团从阿图什入境，在巴楚击溃马虎山部，直驱喀什、叶尔羌，新36师节节败退往和田。马虎山在9月初苏军进占皮山时，弃军逃往印度。新36师至此瓦解。